# Mezinárodní cena za poezii Jaime Sabines
Mezinárodní cena za poezii Jaime Sabines (španělsky Premio Internacional de Poesía "Jaime Sabines") je cena udělovaná každoročně mexickým státem Chiapas za poezii. Je pojmenována podle jednoho z nejznámějších mexických básníků současnosti Jaimeho Sabinese, rodáka z Tuxtly Gutiérrez.